# ローマサカンギヤ賢善一喜経
『ローマサカンギヤ賢善一喜経』（ローマサカンギヤけんぜんいっききょう、巴: Lomasakaṅgiya-bhaddekaratta-sutta, ローマサカンギヤ・バッデーカラッタ・スッタ）とは、パーリ仏典経蔵中部に収録されている第134経。『盧夷強耆一夜賢者経』（ろいごうぎいちやけんじゃきょう）、『釈中禅室尊経』（しゃくちゅうぜんしつそんきょう）とも。
類似の伝統漢訳経典としては、『中阿含経』（大正蔵26）の第166経「釈中禅室尊経」や、『尊上経』（大正蔵77）がある。
釈迦が、比丘ローマサカンギヤ（盧夷強耆）に、「吉祥なる一日（一夜）の賢者」の教説を説く。

## 構成

### 登場人物
- ローマサカンギヤ（盧夷強耆） --- 比丘
- 釈迦

### 場面設定
ある時、釈迦は、サーヴァッティー（舎衛城）のアナータピンディカ園（祇園精舎）に滞在していた。
その頃、比丘ローマサカンギヤ（盧夷強耆）は、カピラヴァッドゥ（カピラ城）のニグローダ園に滞在していた。そこにチャンダナ神が現れ、ローマサカンギヤに、「吉祥なる一日（一夜）の賢者」の教説を思い出せるか問う。ローマサカンギヤは思い出せないと答え、逆にチャンダナ神は思い出せるか問うと、チャンダナ神は詳細は思い出せないがかつて仏陀が忉利天（三十三天）でそれを問いてくれたので、偈だけは覚えていると、それを披露する。そしてチャンダナ神はローマサカンギヤに、「吉祥なる一日（一夜）の賢者」の教説は梵行の基礎となるものなのでその詳細を学ぶよう忠告して消え去る。
ローマサカンギヤは、サーヴァッティー（舎衛城）のアナータピンディカ園（祇園精舎）にいた釈迦を訪ね、「吉祥なる一日（一夜）の賢者」の教説を問いてくれるよう頼み、釈迦はそれを説く。
ローマサカンギヤは歓喜する。

## 日本語訳
- 『南伝大蔵経・経蔵・中部経典4』（第11巻下） 大蔵出版
- 『パーリ仏典 中部（マッジマニカーヤ）後分五十経篇II』 片山一良訳 大蔵出版
- 『原始仏典 中部経典4』（第7巻） 中村元監修 春秋社